# Batman – mörkrets riddare
Batman – mörkrets riddare (originaltitel: Batman: The Dark Knight Returns) är ett seriealbum från 1986 av Frank Miller, utgivet i Sverige på Medusa förlag 1989. Serien publicerades ursprungligen som en limited series i fyra nummer under perioden februari-juni 1986. Jämte Alan Moores samtida Watchmen anses Mörkrets riddare vara ett av 1980-talets viktigaste bidrag till genren och blev en stilbildare för de mörkare superhjälteserier som följde under de kommande decennierna.
I Mörkrets riddare bröt Miller mot normen för den annars så konservativa berättarstil och grafiska form som hade härskat i superhjältegenren. Historien utspelar sig i en alternativ verklighet enligt DC Comics koncept Elseworlds. Här möts en nedbruten Batman, en åldrande föredetting som helt tappat kontrollen över ett kaotiskt, mörkt framtida Gotham City. Miller har ofta fått utstå kritik för sitt användande av grovt våld i sina serier och mörkrets riddare är inget undantag. Per definition innehåller visserligen en superhjälteserie nästan alltid våldsamma inslag men i mörkrets riddare blir våldets efterverkningar mer tydliga. Våldet blir aldrig bara underhållning utan fyller en funktion som frän samhällssatir.
Efter Batman – mörkrets riddare blev Miller ombedd att omtolka och förnya Batmans ursprung. Detta skedde i Batman: År ett som tecknades av David Mazzucchelli.
Frank Miller gjorde under 2001 en uppföljare till Mörkrets riddare med titeln The Dark Knight Strikes Again. En andra uppföljare kom 2015 med titeln The Dark Knight III: The Master Race. Dessa två uppföljare har inte givits ut på svenska.